# Detecção de Encaminhamento Bidirecional
A Detecção de Encaminhamento Bidirecional (BFD - Bidirectional Forwarding Detection) é um protocolo de rede usado para detectar falhas entre dois mecanismos de encaminhamento conectados por um link. Ele fornece detecção de falhas de baixa sobrecarga (low-overhead) mesmo em mídia física que não suporta detecção de falhas de qualquer tipo, como Ethernet, circuitos virtuais, túneis e caminhos comutados como o MPLS.